# Niklas Oberhofer
Niklas Oberhofer (* 18. Oktober 1996 in Weingarten) ist ein deutscher Koch.

## Leben und Wirken
Nach seiner Ausbildung zum Koch im Lumperhof in Ravensburg begann Oberhofer im Hotel Bareiss (Baiersbronn) als Commis de Cuisine. In gleicher Funktion arbeitete er anschließend im Sternerestaurant Geisels Werneckhof in München (zwei Michelinsterne). Danach wechselte er als Chef de Partie ins Hotel Villino in Lindau (ein Michelinstern). Neben seiner Arbeit als Koch schloss er die Weiterbildung zum staatlich geprüften Diplom-Hotelbetriebswirt und Küchenmeister an der Hotelfachschule Heidelberg ab. Seine nächste Station war als Küchenchef und Gastronomieleiter bei der Klettis Genussboutique in Moosbach.
2020 wurde er Küchenchef des Restaurants epoca by Tristan Brandt im Waldhaus Flims Wellness Resort in der Schweiz, dessen Neukonzeption und Eröffnung er von Beginn an gemeinsam mit Patron und Namensgeber Tristan Brandt begleitete. 2021 erhielt Oberhofer mit dem epoca by Tristan Brandt 16 Punkte und den Titel „Aufsteiger des Jahres“ vom Gault-Millau. 2022 organisierte er das erste „Waldhaus Flims Festival der Künste“ mit zahlreichen Sterneköchen aus der Schweiz und Deutschland.
Im Oktober 2022 wurde ihm dem Restaurant ein Michelinstern verliehen. Zeitgleich wurde er Dritter beim Kochwettbewerb für Nachwuchstalente „Koch des Jahres“. Im November 2022 erhielt Oberhofers Restaurant 17 Punkte vom Gault-Millau Schweiz.
Neben seinem Engagement als Küchenchef war Niklas Oberhofer u. a. im TV bei der Schweizer SAT1 Koch-Show „Beef Club“ zu sehen, wo er Anfang 2022 Champion wurde.

## Auszeichnungen
- 2021: 16 Punkte Gault-Millau für das epoca by Tristan Brandt[9]
- 2021: „Aufsteiger des Jahres“ vom Gault-Millau Schweiz[10]
- 2022: Newcomer des Jahres, Der Große Restaurant & Hotel Guide 2022[11]
- 2022: Ein Michelinstern für das epoca by Tristan Brandt[12]
- 2022: 3. Platz bei Koch des Jahres[13]
- 2022: 17 Punkte Gault-Millau für das epoca by Tristan Brandt[14]